# 单刺弱蛛
单刺弱蛛（学名：Leptoneta unispinosa）为弱蛛科弱蛛属的动物。在中国大陆，分布于湖南等地。该物种的模式产地在湖南长沙。